# Унава
У́нава — річка в Україні, в межах Андрушівського (витоки) та Попільнянського районів Житомирської області і Фастівського та (частково) Васильківського районів Київської області. Права притока Ірпеня (басейн Дніпра).

## Етимологія
Унава згадується в літописах із XII століття як Унов, Унья. 
Походження гідроніму неясне, можливо, праєвропейське. Унава утворена за допомогою архаїчного суфікса -ава, форманта, характерного для слов'янських гідронімів: східнослов'янських Бобрава, Водава, Рудава, Тернава, південнослов'янських Лютава (Боснія, басейн Дунаю), Трнава (Хорватія, басейн Дунаю), західнослов'янських Літава (Словаччина, басейн Дунаю), Рудава (Польща, басейн Одри), Шренява (Польща, басейн Вісли) тощо. 
З Унавою споріднені гідроніми Унява (басейн Дністра) та Уна (басейн Дунаю). Дослідник Г. Крае указує на широкий європейський ареал гідронімів із основами ун- / un- / aun- і стверджує, що всі вони пов'язані з водною семантикою: «вода», «річка». Припускають, що в основі цих назв лежить авестійське слово una — «нора, тріщина в землі» у значенні «вимитий водою», імовірно, утворене від індоєвропейського корення *āu-n — «текти, вимивати».

## Опис
Довжина 87 км. Площа водозбірного басейну 680 км². Похил річки 1,2 м/км. Долина коритоподібна, завширшки до 4 км, завглибшки до 30 м. Заплава подекуди заболочена, завширшки до 600 м. Річище завширшки переважно 2—10 м, протягом 34 км відрегульоване. Живлення мішане. Льодостав з початку грудня до першої половини березня. Гідрологічний пост біля Фастова існує з 1949 року. Створено Фастівське водосховище. Використовується на потреби технічного водопостачання, зрошування, рибництва. Зараз річка помирає від сміття .

## Розташування
Унава бере початок біля села Городище. Тече спершу на схід, далі поступово повертає на північний схід, у пригирловій частині — на північ/північний захід. Впадає до Ірпеня на південний захід від села Перевіз.

## Населені пункти
Над Унавою розташовані населені пункти:
- Андрушівський район: Городище, Мостове, Любимівка.
- Попільнянський район: Сокільча, Маркова Волиця, Великі Лісівці, Миролюбівка, Квітневе, Єрчики, Велика Чернявка, Яблунівка, Романівка, Кошляки
- Фастівський район: Півні, Дмитрівка, Волиця, місто Фастів, Мала Снітинка, Велика Офірна, Мала Офірна, Кощіївка.

## Притоки
Праві
- Заячий струмок. Починається на південний околиці Фастова з боліт не подалік Кожанського шосс і заводу ЗЕТО. Далі перетинає в бетоному колекторі залізницю на Козятин, протікає через мікрорайон Потіївка, де утворює два невеликих стави.
- Свинячий струмок. Починається біля села Триліси. Перетинає в бетоному колекторі залізницю на Козятин, далі утворює Свиняче озеро в лісі. Перетинає залізницю Фастів-Житомир в двухочковій трубі з каменю
- Лозинка
- Бернова. Починається у селі Піски. Тече переважно на північний схід через Велику Чернявку. Річку перетинає залізниця Київ — Жмеринка.[3]
- Шахрайка
- Плиська (давня назва Плеска)

Ліві
- Річка без назви. Бере початок на південному сході від Любимівки. Тече переважно на південний схід понад Марковою Волицею, через присілок Миролюбівка і впадає в Унаву за 66 км від її гирла. Довжина річки 12 км. Площа басейну 17 км².[4]
- Кривенька

## Галерея

Унава в Малій Снітинці (вниз за течією від моста)
Унава в місті Фастові
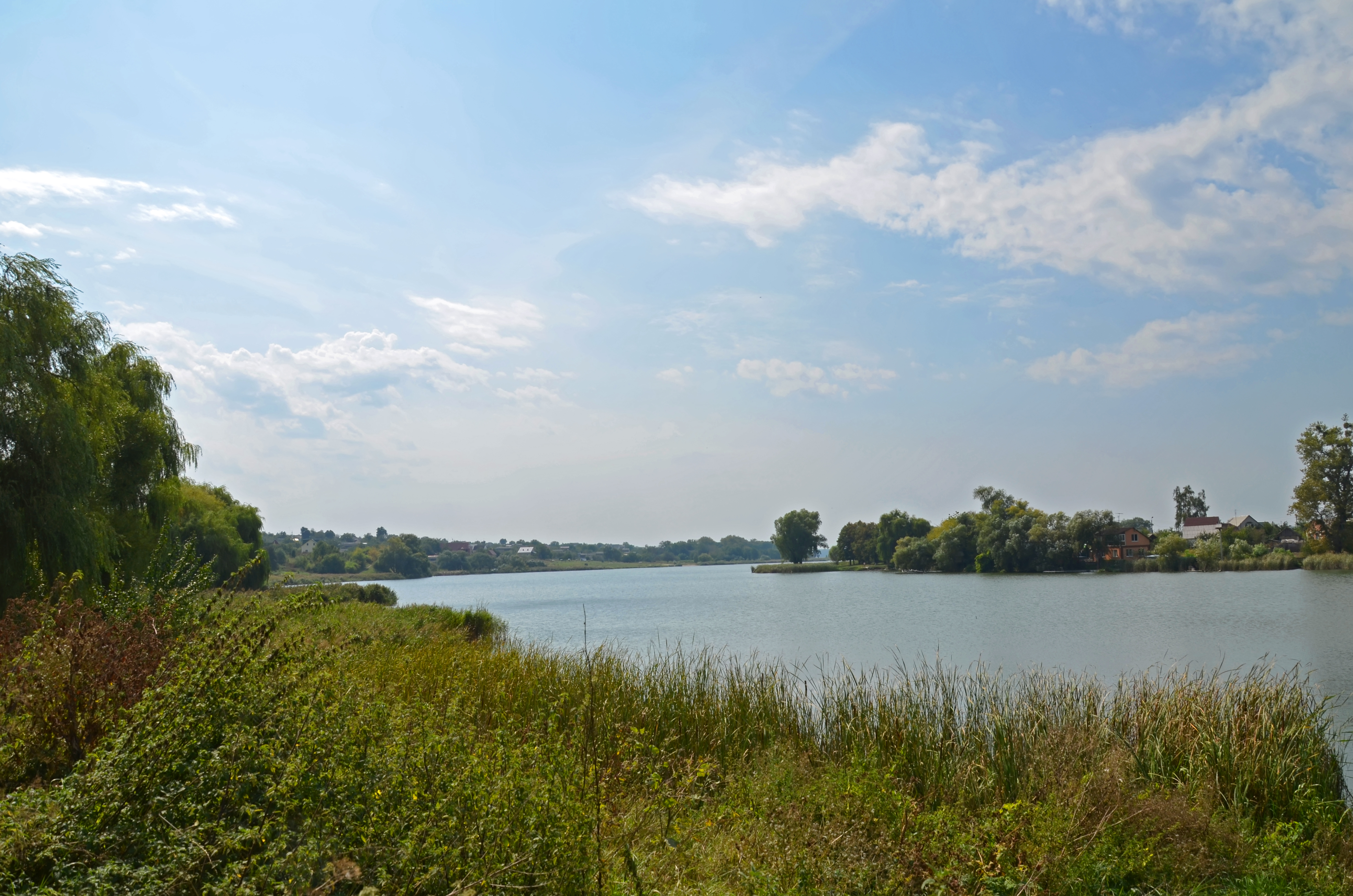
Фастівське водосховище на річці Унава
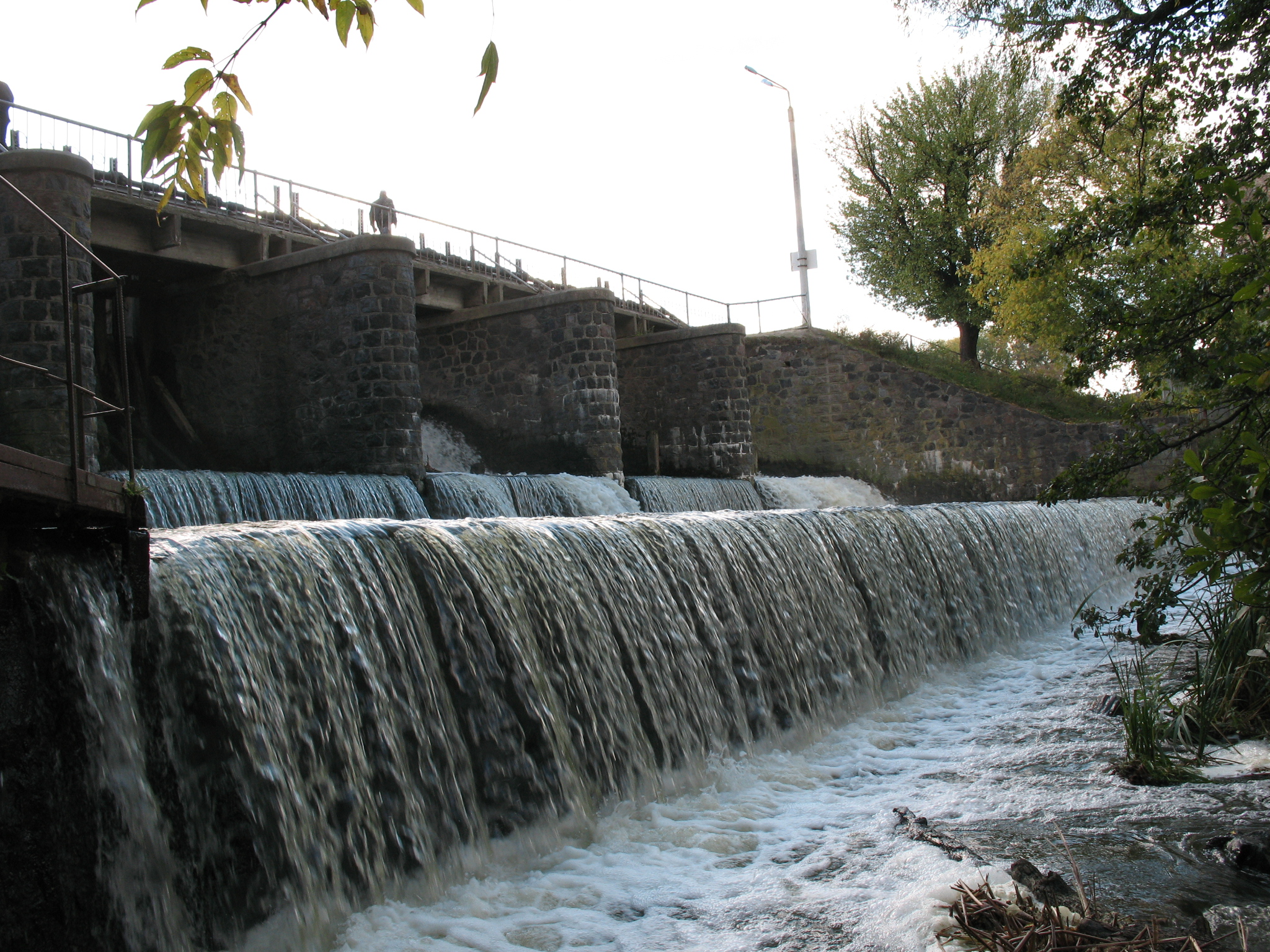
Гребля на річці Унава, Фастів
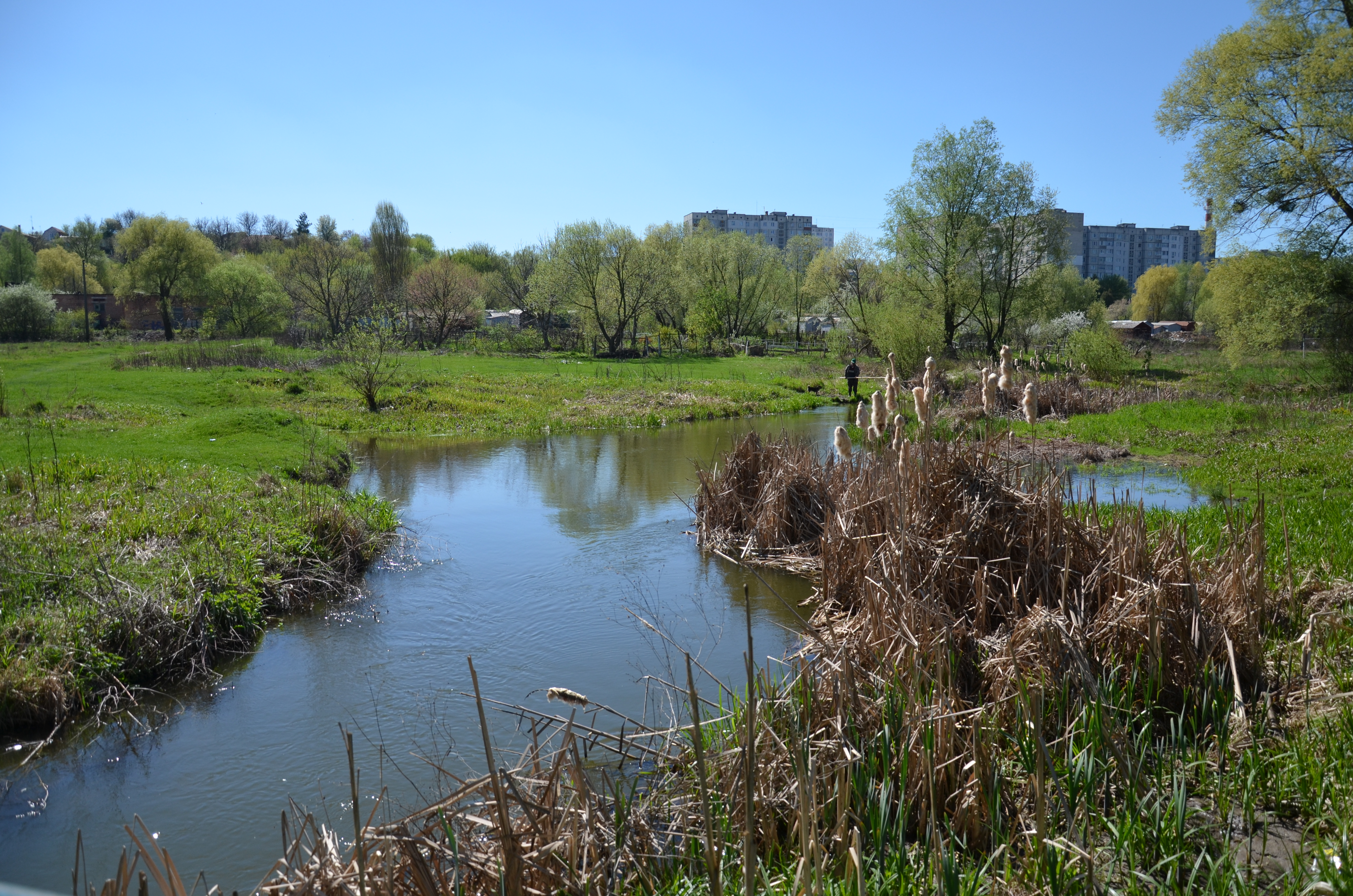
Унава в місті Фастів нижче греблі